# Passail
Passail is een gemeente (marktgemeinde) in de Oostenrijkse deelstaat Stiermarken, en maakt deel uit van het district Weiz.
Passail telt 4428 inwoners (2022) en ligt in het Passailer Bekken aan de Raab, die op het grondgebied van de gemeente ontspringt.
In 2015 werd Passail uitgebreid met de opgeheven gemeenten Arzberg, Hohenau an der Raab en Neudorf bei Passail. In 2020 ging het dorp (katastralgemeinde) Plenzengreith van Gutenberg-Stenzengreith naar Passail over.
Albersdorf-Prebuch
· Anger
· Birkfeld
· Fischbach
· Fladnitz an der Teichalm
· Floing
· Gasen
· Gersdorf an der Feistritz
· Gleisdorf
· Gutenberg
· Hofstätten an der Raab
· Ilztal
· Ludersdorf-Wilfersdorf
· Markt Hartmannsdorf
· Miesenbach bei Birkfeld
· Mitterdorf an der Raab
· Mortantsch
· Naas
· Passail
· Pischelsdorf am Kulm
· Puch bei Weiz
· Ratten
· Rettenegg
· Sankt Kathrein am Hauenstein
· Sankt Kathrein am Offenegg
· Sankt Margarethen an der Raab
· Sankt Ruprecht an der Raab
· Sinabelkirchen
· Strallegg
· Thannhausen
· Weiz
- Gemeinsame Normdatei: 4245243-0
- Virtual International Authority File: 247275563
- WorldCat: E39PBJtgYYrmwVTmBpv6crryVC